# Broken Hill
Broken Hill é uma cidade australiana do estado de Nova Gales do Sul. Possui uma população aproximada de 21.000 habitantes e uma altitude de 220 metros acima do mar. Localiza-se próximo à fronteira com o estado da Austrália Meridional, situando-se a 500 km, ao nordeste, de Adelaide, e a 1.100 km, ao oeste, de Sydney. É conhecida como a capital do Outback.

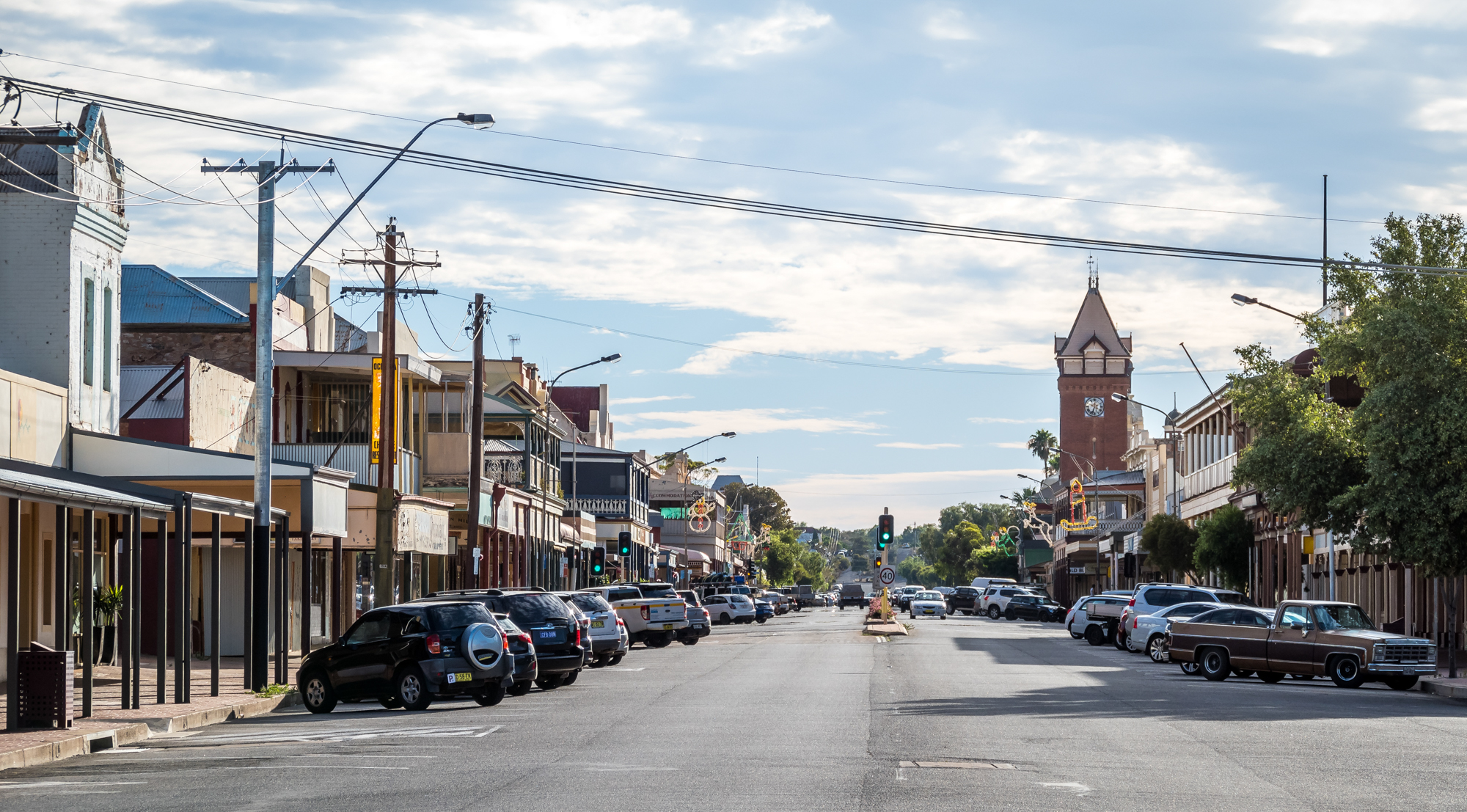
Argent Street rua principal